# Un mundo desbocado: los efectos de la globalización en nuestras vidas
Un mundo desbocado: los efectos de la globalización en nuestras vidas (Runaway World: How Globalization is Reshaping Our Lives) es un libro del sociólogo británico Anthony Giddens de 1999 en el que se hace una defensa de la globalización y la democracia asociada al libre mercado. 

## Temas
El libro se estructura en cinco capítulos, cuyos títulos corresponden a cada uno de los cinco ejes temáticos tratados: globalización, riesgo, tradición, familia y democracia. 

### Globalización
Giddens define a la globalización en oposición a los fundamentalismos que buscan restituir los valores tradicionales. La globalización hace que las viejas costumbres desaparezcan y sean reemplazadas, y es frente a esto que los fundamentalistas reaccionan. "El campo de batalla del siglo XXI —dice Giddens— enfrentará al fundamentalismo con la tolerancia cosmopolita."

El autor distingue entre fundamentalismos intolerantes y los movimientos nacionales que buscan afirmar su identidad local. Cree que la globalización puede convivir con estas expresiones identitarias, sin embargo, el fundamentalismo, por su carácter excluyente, debe ser combatido con un cosmopolitismo tolerante. 
Existe esperanza, según el libro, de que la tolerancia se siga expandiendo y gane su lucha contra los fundamentalismos debido a que "La tolerancia de la diversidad cultural y la democracia están estrechamente ligadas, y la democracia se está extendiendo por el mundo. La globalización está detrás de la expansión de la democracia."

Es decir, la globalización ayuda a la democracia, la democracia ayuda a la tolerancia y la tolerancia se opone al fundamentalismo. 
El autor justifica esta cadena de razonamientos entre globalización y tolerancia al relacionar la globalización con el libre mercado y la democracia. Por esto, la vieja izquierda quiere negar la globalización, ya que esta, según el autor, implica el fin del estado de bienestar. 
El colapso del autoritarismo del comunismo soiviético también tendría su origen en la difusión en los medios masivos propiciados por la globalización. 
Defendiendo a la globalización en contra de sus evidentes desventajas (acumulación de la riqueza, empobrecimiento de los países del tercer mundo y la crisis ecológicoa), el autor plantea que también existen formas de "colonización inversa"

, esto es, formas en que los países menos desarrollados influencian a las grandes potencias. Ejemplos de este fenómeno serían la exportación de teleseries brasileñas a Portugal y la latinización de Los Angeles por inmigrantes ilegales.

### Riesgo
Según el autor, una de las principales características del mundo contemporáneo es el riesgo y la incertidumbre. Este se presenta positivamente en los negocios y negativamente en la forma de amenazas medioambientales. 

El riesgo también se manifiesta en la ausencia de tradición y de figuras de autoridad, ya que el sujeto tiene libertad de decidir alejado de la iglesia o el estado. Dice el autor que la pérdida de influencia de estas instituciones hace al sujeto dueño de sus decisiones.

### Tradición
Ya otros autores que escribían sobre la modernidad como Marshall Berman reconocían el poder del capitalismo para dejar atrás viejas tradiciones. De forma parecida, Giddens promueve que se dejen atrás viejos prejuicios, afirmando que el mundo moderno no tiene una tradición que seguir, ya que todos serían libres de elegir. Esto debido a la ausencia de las leyes autoritarias tradicionales:"Donde la tradición se ha replegado nos vemos forzados a vivir de una manera más abierta y reflexiva. Autonomía y libertad pueden sustituir su poder oculto por más discusión abierta y diálogo."

Según el autor, solo los conservadores mantendrían su apego a la tradición por pensar que contiene una sabiduría acumulada. Junto con esto, la tradición ha perdido su alma en la recuperación contemporánea hecha por el folclorismo ya que está desconectada de la experiencia de la vida cotidiana.  En ausencia de tradición, la sociedad no solo es más libre sino que cuestiona y hace más racionales sus prácticas. 
Las adicciones, en este contexto, son una forma de añoranza de la tradición. Al ser la tradición una forma de repetición de un comportamiento bajo pautas claras, el sujeto se vuelve adicto como una forma de subsanar su ausencia. 

### Familia
Según el autor, en la familia tradicional el matrimonio era un poco como un estado natural y un rol social que se debía desempeñar, donde la mujer pertenecía al varón y tenía que someterse a su padre y posteriormente a su esposo; señala que los cambios culturales provocarán cambios en el sistema político y este, a su vez, potenciará cambios económicos: "Pues ¿Cuáles son las fuerzas más importantes que promueven la democracia y el desarrollo económico en los países pobres? precisamente la igualdad y educación de la mujer. ¿Y qué debe cambiar para que esto sea posible? sobre todo, la familia tradicional."

### Democracia
En el libro se señala que la democracia está intrínsecamente ligada con la economía de mercado. Por esta razón "Las condiciones económicas que la económica estatalizada soviética u otros regímenes autoritarios no pudieron manejar —la necesidad de descentralización y flexibilidad— se reflejaban en la política. El monopolio de la información. En el que se basaba el sistema político, no tenía futuro en un espacio intrínsecamente abierto de comunicaciones mundiales."

Últimamente la democracia ha sufrido un desprestigio considerable por lo que Giddens llama a reforzar sus instituciones. Menciona que, en contra de lo que mucha gente supone, la mayoría no está perdiendo el interés en la política como tal. Los datos muestran en realidad lo contrario. La gente se muestra más interesada en ella que antes, incluidas las generaciones más jóvenes, que no son, como se ha dicho tantas veces, una generación X.

## Críticas
Slavoj Žižek ha criticado el multiculturalismo liberal de autores como Giddens al declarar que la pérdida de la identificación nacional y la identificación con estilos de vida ayuda a la expansión del capitalismo multinacional y, además, cierra el espacio de lo político al no plantear un cuestionamiento al sistema económico del capitalismo. 